# Claude Wathey

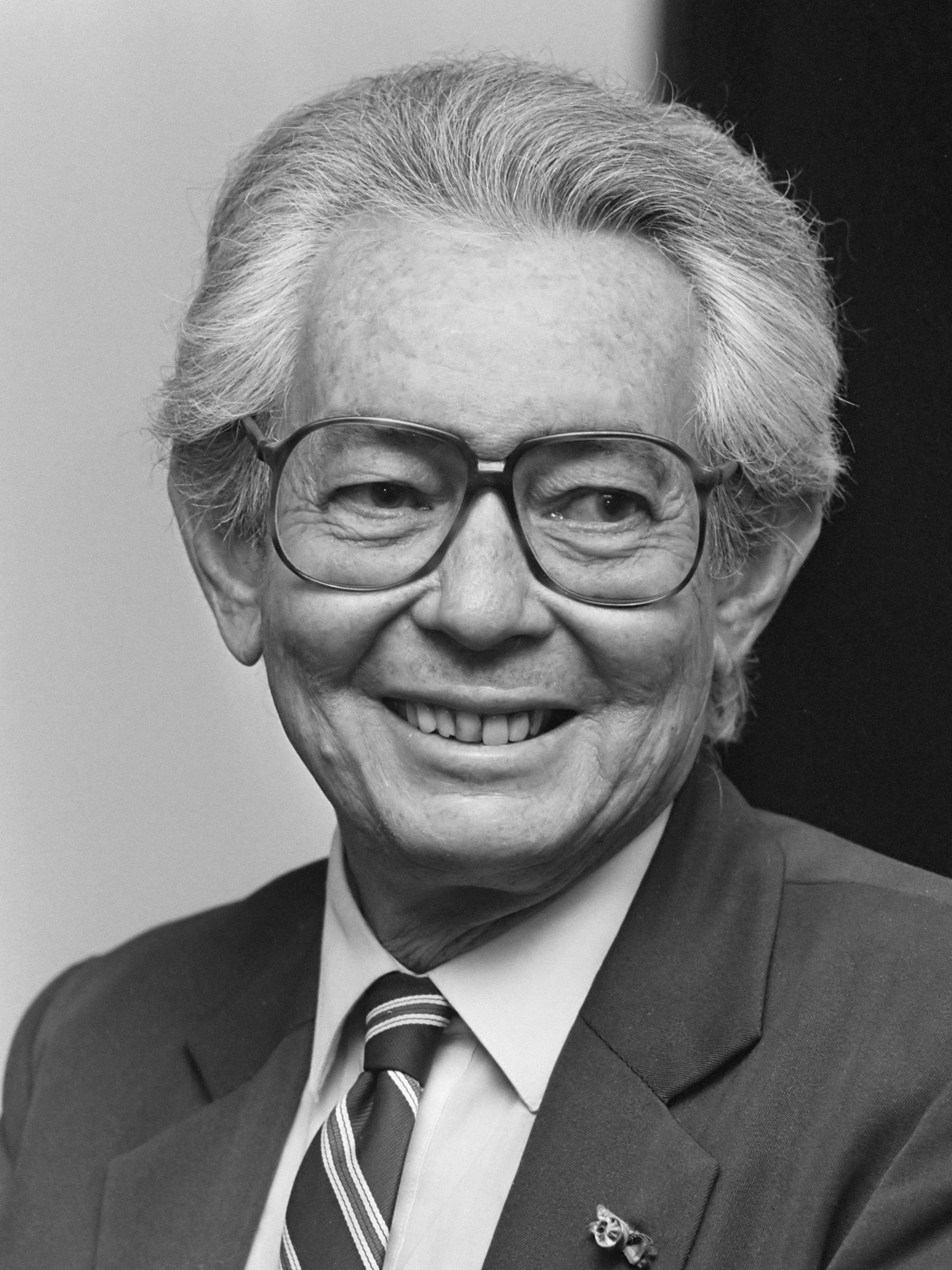
Claude Wathey (1984), ook bekend als de "Ole Man".

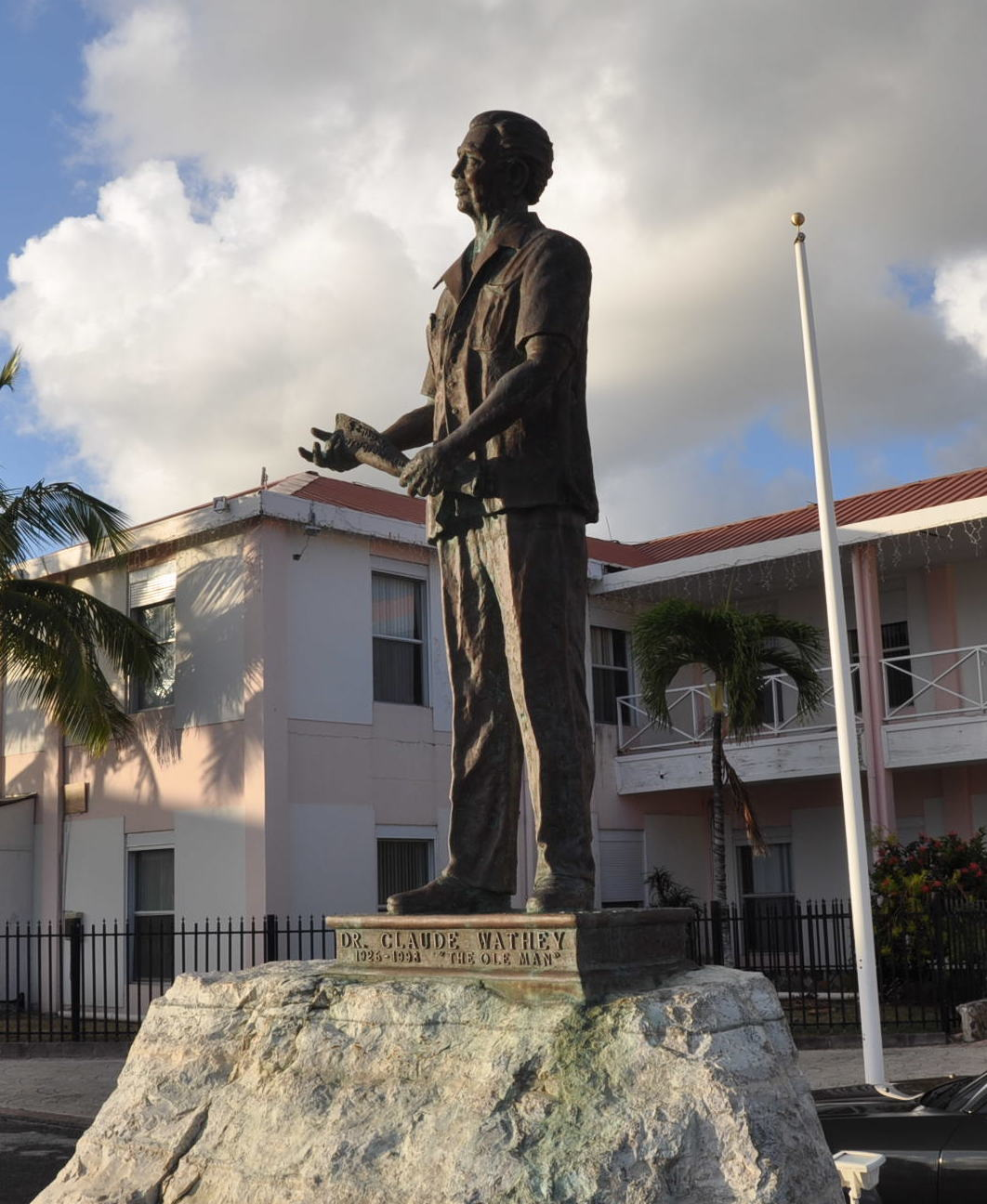
Standbeeld van Claude Wathey in Philipsburg

Albert Claudius "Claude" Wathey (Philipsburg, 24 juli 1926 – Philipsburg, 9 januari 1998) was een prominent politicus van de Democratische Partij van Sint Maarten.

## Carrière
Hij verkreeg een Nederlandse onderscheiding voor zijn politieke carrière. Hij probeerde het eiland in 1989 politiek zelfstandig te maken, maar werd later veroordeeld voor meineed. Veel van de bewoners van Sint Maarten vonden zijn veroordeling een onrechtmatige zet van zijn rivalen op Curaçao en in Nederland om zijn politieke monopolie op Sint Maarten te breken. Desondanks bleef hij een populair en controversieel persoon, ook na zijn dood.

## Geschiedenis
De familie Wathey is een oude Caribische familie van Belgische oorsprong, afkomstig van Tongeren.
In 1951 verkregen de Nederlandse koloniën in de Caraïben, in het kielzog van de wereldwijde dekolonisatie, een grotere politieke autonomie en werden bekend als de Nederlandse Antillen, een volledig autonome zes eiland rijke staat binnen het Koninkrijk der Nederlanden.
Wathey werd verkozen tot parlementslid van de Nederlandse Antillen in 1954, waarmee hij de drie Windward eilanden, Saba, Sint-Eustatius en Sint Maarten, representeerde.
Onder zijn leiderschap werd Sint Maarten hervormd van een achtergebleven kolonie tot een bloeiende toeristische bestemming met een van de hoogste inkomens per persoon in de regio.
Tot 1990 won hij iedere verkiezing, waarmee hij de politiek op Sint Maarten domineerde. In 1991 maakte hij een triomfantelijke comeback na een korte tegenslag. Nadat hij verklaard had een ‘’proud Caribbean man’’ (trotse Caribische man) te zijn, trok hij zich in 1992 terug na een teken van protest van de Nederlandse, hogere supervisie, een (financieel) toezichthouder ingesteld door de Nederlandse overheid om een goede regering te waarborgen. 
In 1994 werd Wathey beschuldigd van corruptie, fraude en lid van een criminele organisatie. Hij werd echter nooit voor een van deze feiten veroordeeld, maar werd wel tot 18 maanden cel veroordeeld voor valsheid in geschrifte en meineed. Gedurende zijn rechtszaak kreeg Wathey veel gezondheidsproblemen waardoor hij niet altijd bij de rechtszaak aanwezig kon zijn. Hierdoor werd de rechtszaak verlengd.
Wathey verbleef zijn laatste dagen op Sint Maarten en stierf aldaar in januari 1998 aan hartproblemen.

## Eerbetoon
- De zeehaven, Dr. C.A. Wathey Cruise & Cargo Facilities, is vernoemd naar Claude Wathey wegens zijn inzet voor de economische transformatie van Sint Maarten. Bij het monument daar leggen bestuur en personeel van de haven elk jaar op zijn geboortedag een krans.[2]